# Locomotive CCFPP 1-2
Le locomotive CCFPP 1-2, note in Portogallo come le Fairlie, erano locomotive a vapore, a scartamento ridotto, a doppia caldaia e cabina centrale, della Companhia do Caminho de Ferro do Porto à Póvoa e Famalicão, usate sulla ferrovia della Póvoa.

## Storia
Le locomotive vennero ordinate nel 1875 alla fabbrica inglese Vulcan Foundry dalla società, a capitale essenzialmente britannico, che aveva avuto la concessione per la realizzazione della ferrovia della Póvoa.
La serie era composta di 2 locomotive a scartamento ridotto di 3'00'' (914 mm). Avevano ricevuto i nomi Rio Ave (la n. 1) e Rio Douro (la n. 2). Furono le uniche locomotive a vapore in Portogallo ad avere doppi comandi e cabina centrale (sistema Fairlie).
| Unità | Anno di costruzione | Costruttore    | Numero di fabbrica | Nome      | Rodiggio | Note |
| ----- | ------------------- | -------------- | ------------------ | --------- | -------- | ---- |
| 01    | 1875                | Vulcan Foundry | 741                | Rio Ave   | 0-2-2-0  |      |
| 02    | 1875                | Vulcan Foundry | 740                | Rio Douro | 0-2-2-0  |      |